# Magyarhertelend
Magyarhertelend ist eine ungarische Gemeinde im Kreis Komló im Komitat Baranya. Zur Gemeinde gehört der östlich gelegene Ortsteil Barátúr, der Ende 1981 eingemeindet wurde.

## Geografische Lage
Magyarhertelend liegt 14 Kilometer nordwestlich des Komitatssitzes Pécs und 8,5 Kilometer westlich der Kreisstadt Komló an dem Kanal Baranya-csatorna. Nachbargemeinden sind Magyarszék, Bodolyabér, Kovácsszénája und Orfű.

## Geschichte
Im Jahr 1913 gab es in der damaligen Kleingemeinde 125 Häuser und 623 Einwohner auf einer Fläche von 1954 Katastraljochen. Sie gehörte zu dieser Zeit zum Bezirk Hegyhát im Komitat Baranya.

## Sehenswürdigkeiten
- Römisch-katholische Kirche Fájdalmas Anya, erbaut 1777 im barocken Stil, später erweitert
- Römisch-katholische Kirche Rózsafüzér királynéja, erbaut 1912, im Ortsteil Barátúr
- Skulpturen Napraforgós fiú und Madaras fa, erschaffen von Tibor Fődi
- Thermal- und Heilbad
- Aussichtsturm (Napszentély kilátó), südlich des Ortszentrums gelegen

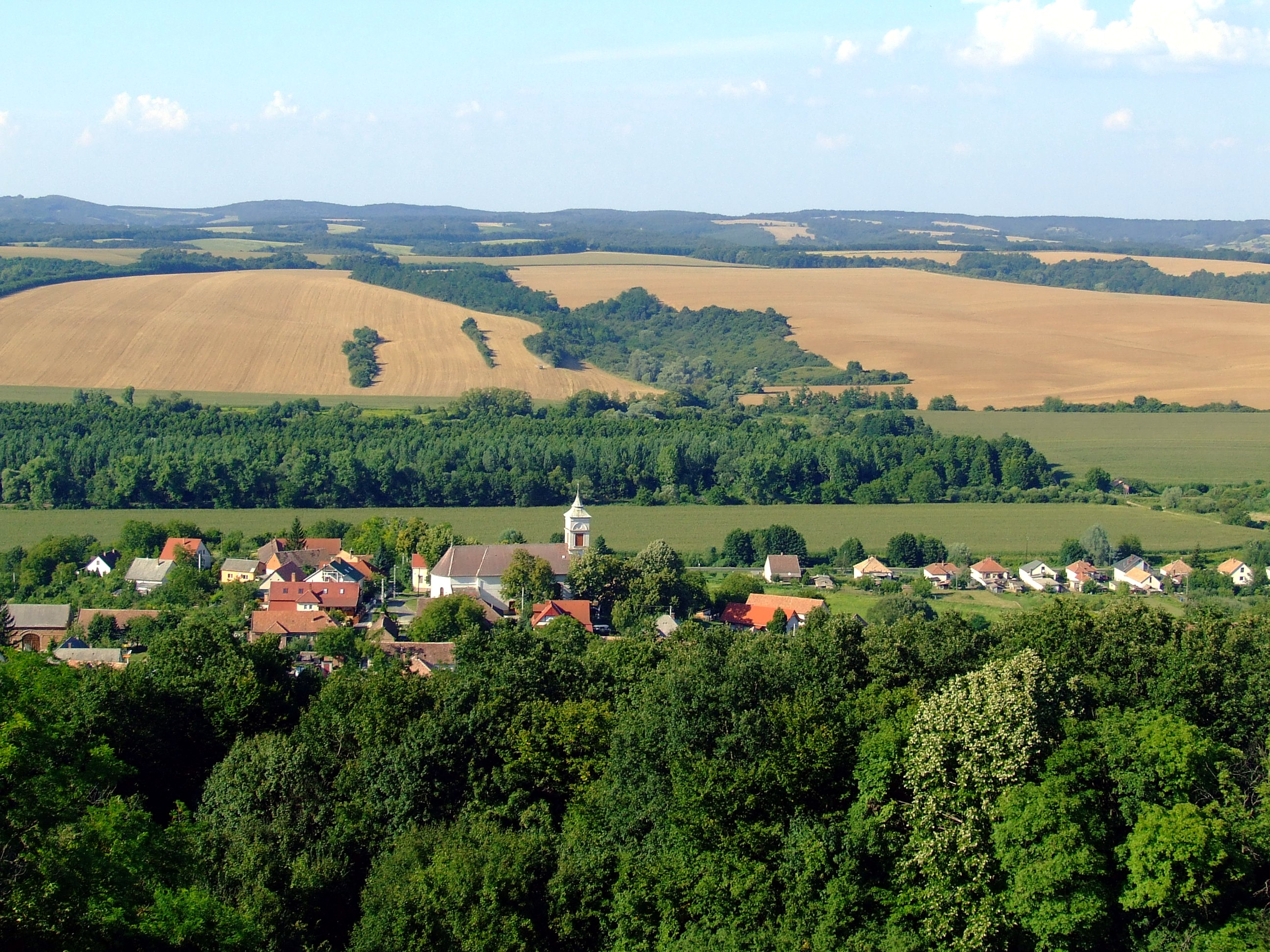
Blick auf Magyarhertelend von Süden
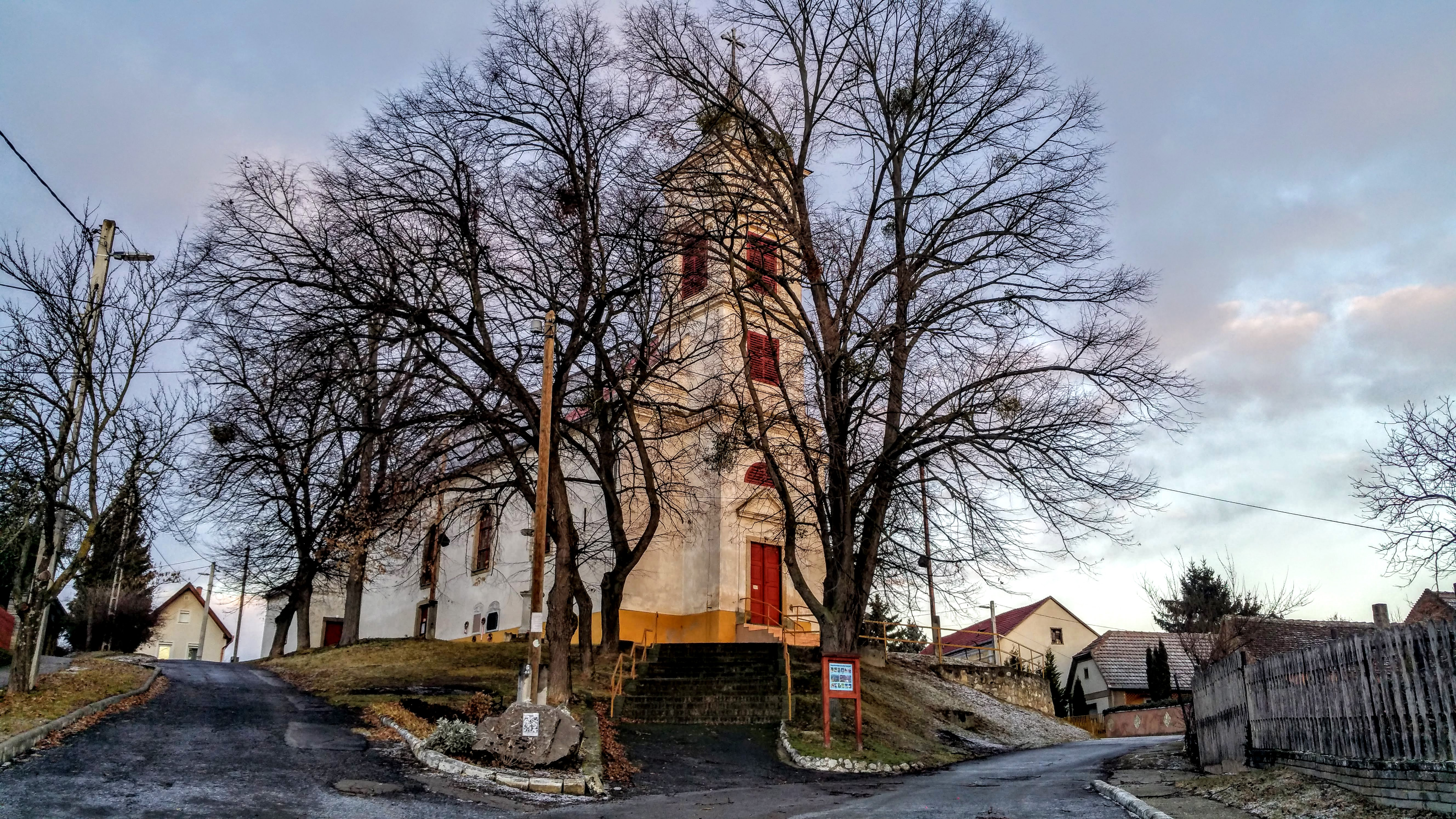
Römisch-katholische Kirche Fájdalmas Anya
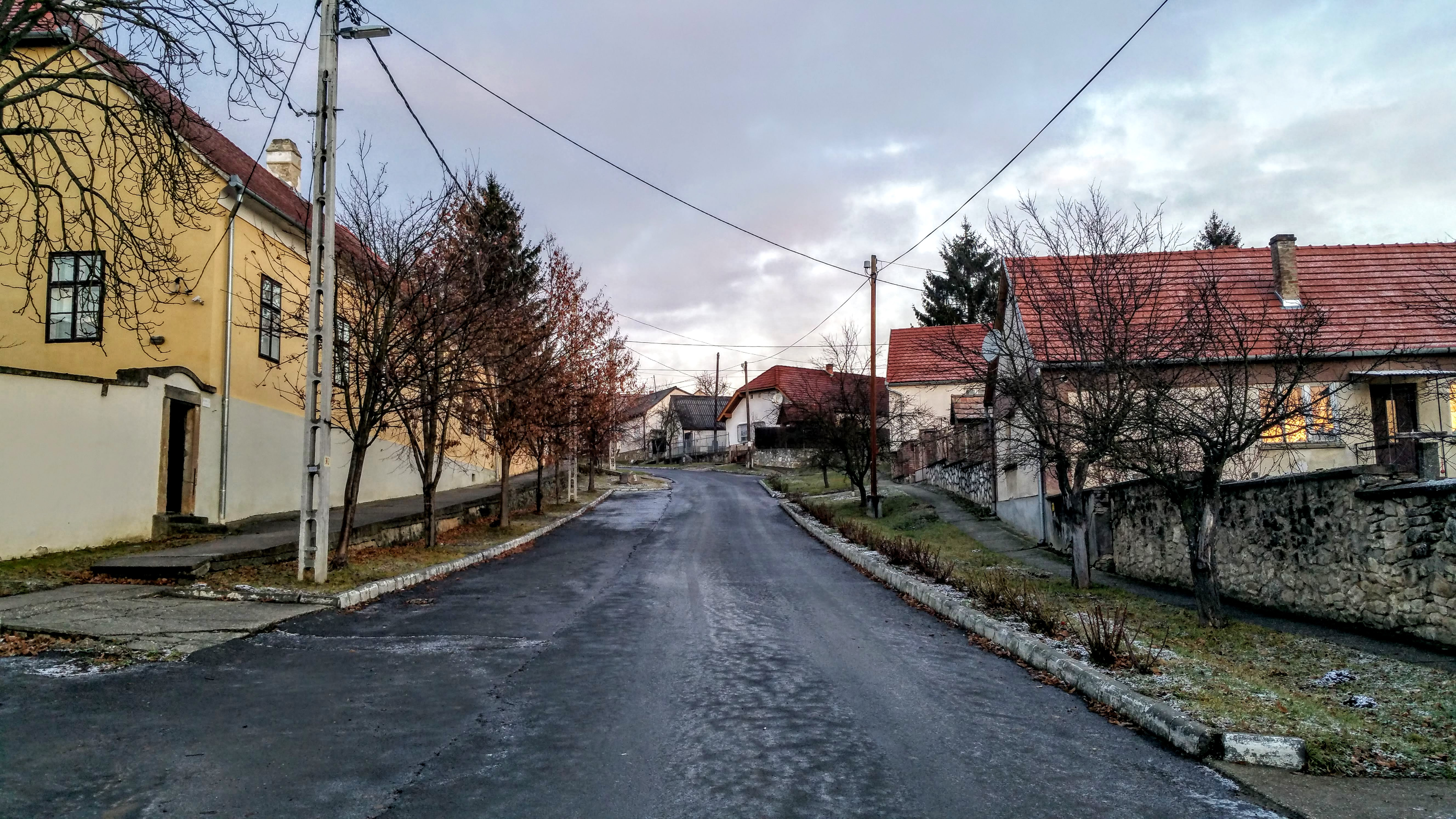
Straße (Petőfi Sándor utca)
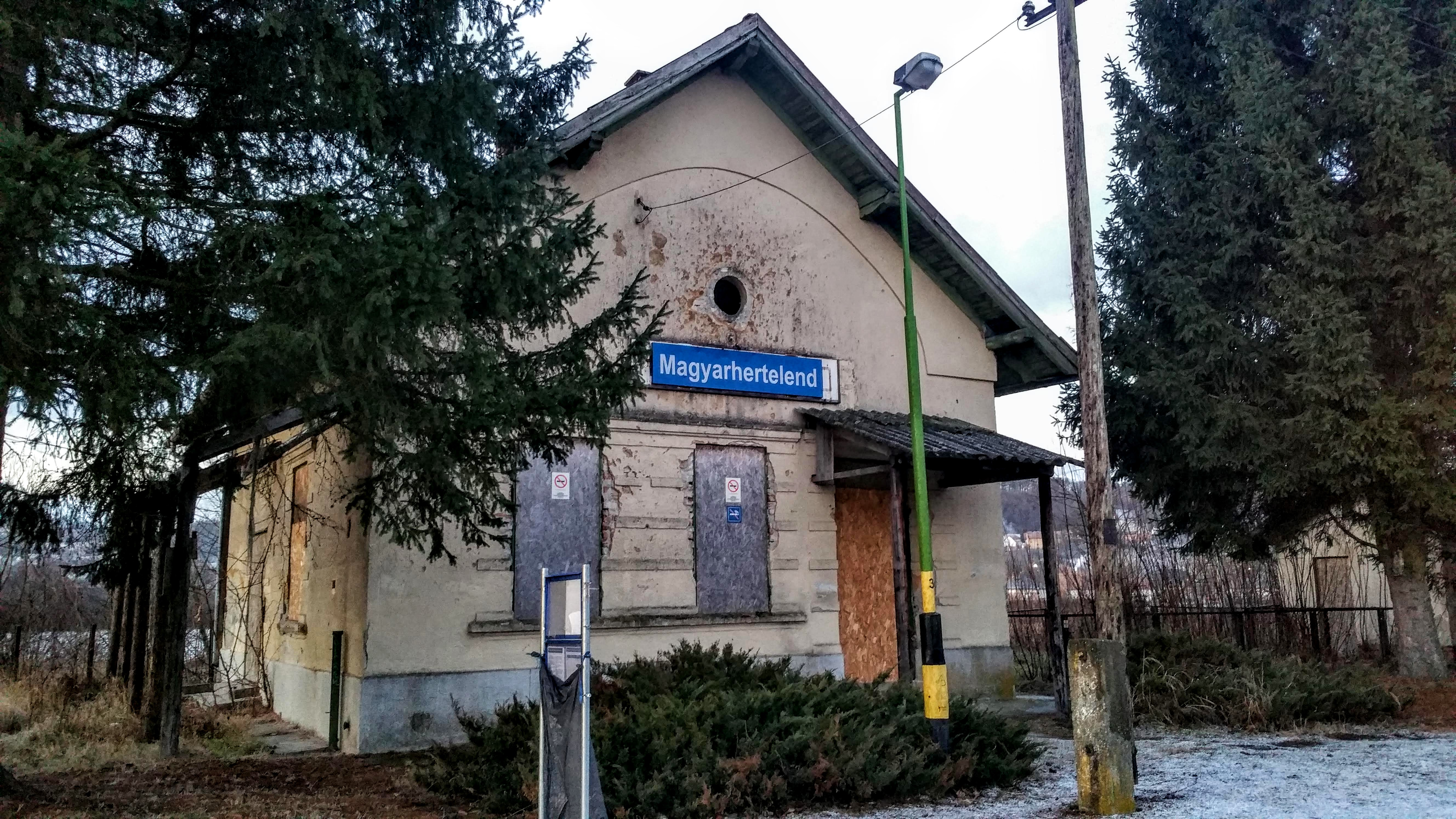
Eisenbahnstation
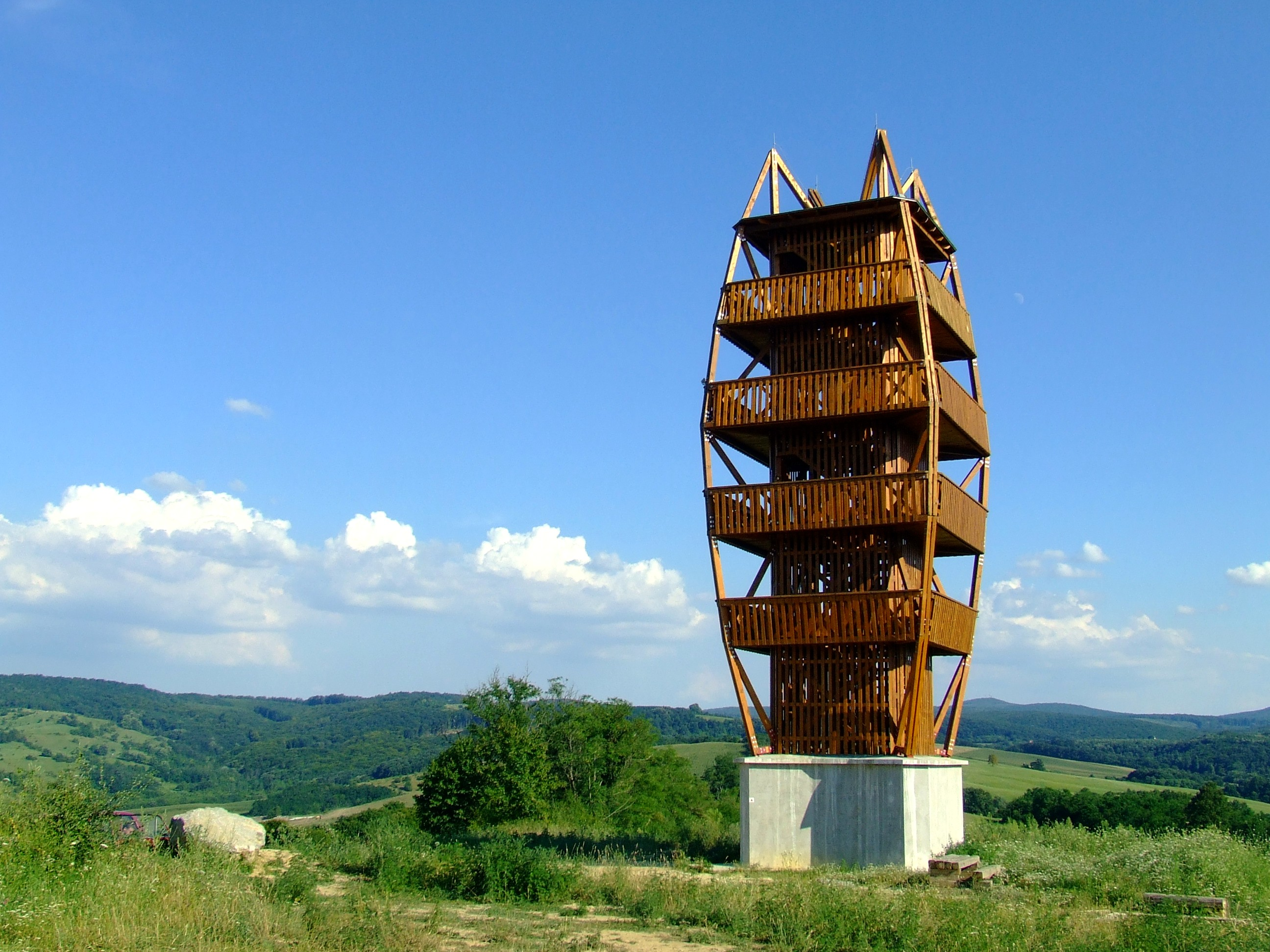
Aussichtsturm

## Söhne und Töchter der Gemeinde
- Josef Wetzl (1930–2016), ungarndeutscher Maler und Grafiker

## Verkehr
In Magyarhertelend treffen die Landstraße Nr. 6602 und Nr. 6608 aufeinander. Es bestehen Busverbindungen über Magyarszék und Mecsekpölöske nach Komló sowie über Bodolyabér und Oroszló nach Sásd. Weiterhin gibt es Zugverbindungen nach Komló sowie über Sásd nach Dombóvár.